# Hamadryas arinome
Espèce
Hamadryas arinome  le Craqueur turquoise est une espèce d'insectes lépidoptères de la famille des Nymphalidae, sous-famille des Biblidinae, de la tribu des Ageroniini, et du genre Hamadryas.

## Dénomination
Hamadryas arinome a été décrit par l'entomologiste français Hippolyte Lucas, en  1853, sous le nom initial de Peridromia arinome. La Guyane est la localité type de cette espèce.

### Synonymie
Peridromia arinome (Lucas, 1953) Protonyme

## Taxinomie
Liste des sous-espèces
- Hamadryas arinome arinome (Lucas, 1853)

Synonymie pour cette sous-espèce
Ageronia anomala (Strecker, 1876)
Peridromia arene (Fruhstorfer, 1915)
Peridromia arinome sterope (Fruhstorfer, 1916)
- Hamadryas arinome arienis (Godman & Salvin, 1883)[2]
- Hamadryas arinome obnutila (Fruhstorfer, 1916)

### Nom vernaculaire
Hamadryas  arinome se nomme Craqueur turquoise en français et Turquoise Cracker en anglais.

## Description
Hamadryas  arinome est un grand papillon d'une envergure autour de 73 mm, aux ailes antérieures à bord costal vouté. Il présente un dessus marron foncé orné de bleu turquoise métallisé qui forme des taches, de chevrons et aux ailes postérieures le tour et le centre d'ocelles en ligne submarginale, avec aux ailes antérieures une bande blanche allant de la moitié du bord costal à l'angle externe.
Le revers est marron avec aux ailes antérieures la même bande blanche allant de la moitié du bord costal à l'angle externe et aux ailes postérieures des taches rouges à la base du bord costal et en ligne submarginale.

## Biologie

### Plantes hôtes
La plante hôte de sa chenille est une Euphorbiaceae Dalechampia triphylla.

## Écologie et distribution
Hamadryas arinome est présent au Mexique, à Panama, au Costa Rica, en Colombie, au Pérou, au Brésil et en Guyane,.

### Protection
Pas de statut de protection particulier.